# Coscinasterias tenuispina
Coscinasterias tenuispina là tên của một loài sao biển thuộc họ Asteriidae. Nó sinh sống ở những vùng nước nông của Đại Tây Dương và biển Địa Trung Hải.

## Mô tả
Loài này có từ 6 đến 12 cánh (đa phần là 7 cánh), chiều dài thường thay đổi và có đường kính khoảng 20 cm. Nó có màu xanh dương hơi nhạt, nhiều đốm màu nâu và có nhiều gai nhỏ.

## Phân bố
Khu vực phân bố của Coscinasterias tenuispina là ở biển Địa Trung Hải, Pháp, Đan Mạch, Bồ Đào Nha, Açores và những đảo của Đại Tây Dương, Bermuda, Cuba, và vùng biển giữa Bắc Carolina và Santos, Brazil. Môi trường sống của nó là từ bờ biển đến vùng nước có độ sâu 50 mét. Các cá thể ở Đại Tây Dương và Địa Trung Hải có những điểm khác nhau, do đó, đáng lí ra người ta phải phân loại nó là phân loài.Các cá thể cái ở Địa Trung Hải thì to hơn các cá thể đực.

## Sinh thái học
Coscinasterias tenuispina là loài săn mồi và cũng là động vật ăn tạp. Chúng ở trên những bề mặt đáy biển cứng, bên dưới đá và tảo biển. Thức ăn của nó là các loài thuộc ngành Da gai và động vật thân mềm hai mảnh vỏ. Ở hầu hết những nơi mà nó sống thì vào mùa đông nó sẽ sinh sản hữu tính. Còn vào mùa hè, nó sẽ sinh sản vô tính bằng cách tách ra làm đôi, sau đó những phần đó sẽ tái tạo những bộ phận còn thiếu để tạo thành một cá thể đơn lẻ. Tại Brazil, tất cả các cá thể dường như là con đực và sinh sản vô tính suốt năm.